# Nigrobaetis vuatazi
Nigrobaetis vuatazi is een haft uit de familie Baetidae. De wetenschappelijke naam van de soort is voor het eerst geldig gepubliceerd in 2012 door Gattolliat & Sartori.
De soort komt voor in het Palearctisch gebied.